# Tsartlip
Tsartlip (W̱JOȽEȽP, Tsartlip First Nation), jedna od skupina Songish Indijanaca, porodica sališ, s juga otoka Vancouver, na poluotoku Saanich, u kanadskoj provinciji Britanska Kolumbija. Tsartlipi zajedno sa skupinama Mayne Island, Panquechin, Tsawout, Tsehump i saturna island čine širu skupinu Saanich (Sanetch, W̱SÁNEĆ).
S Tsawoutima su bili potpisnici Douglaskog ugovora iz 1850.-tih. Većina pripadnika Tsartlipa danas živi na rezervatu Saanich 1 reserve na Brentwood Bayu, BC, sjeverno od grada Victoria. Populacija iznosi preko 800., a 1910. svega 72.
Plemensko vijeće satoji se od 5 članova. Današnji poglavica je Ivan Morris.